# 久万高原町立柳谷小学校
久万高原町立柳谷小学校（くまこうげんちょうりつやなだにしょうがっこう）は愛媛県上浮穴郡久万高原町柳井川にある公立小学校。

## 概要
- 本校は、旧柳谷村の学校を統合して開校した。へき地等級2級に指定されている[2]。

## 沿革
出典
- 2003年（平成15年） - 木造2階建屋体完成[4]。
- 2004年（平成16年）6月 - 永野地区に「柳谷幼稚園、小・中学校」校舎新築工事が開始。
- 2005年（平成17年）
  - 時期不明 - 鉄筋コンクリート造3階建校舎完成[4]。
  - 3月 - 柳谷小学校の落成記念式典挙行。
  - 4月 - 開校。開校記念式典挙行。
  - 5月 - 校訓等検討委員会により、校訓「よく鍛え よく学び よく遊べ」が選定される。
- 2006年（平成18年）12月 - 久万高原町より、木製机・椅子が配布される。
- 2009年（平成21年）
  - 5月 - プール修繕工事実施。
  - 6月 - 緊急放送設備完備工事完了。
- 2015年（平成27年）
  - 3月 - 併設の柳谷中学校が閉校。
  - 8月 - 職員室へのエアコン設置工事が完了。
- 2017年（平成29年）
  - 3月 - 開校12年のあゆみをまとめた「柳谷小学校 干支ひとめぐり」を刊行。
  - 5月 - Esnet接続により、学校新ホームページを立ち上げる。
- 2020年（令和2年）1月 - エアコン設置工事が完了。
- 2023年（令和5年）
  - 3月23日 - 令和4年度卒業式挙行。卒業生は2名[5]。この2名の卒業をもって、在籍者数がゼロになる。
  - 4月 - 休校[6]。
- 2024年（令和6年）4月8日 - 学校再開し、1年ぶりの始業式と3年ぶりの入学式が行われた。児童は、柳谷幼稚園から進級した1名と町外から転入した3名の計4名[6]。

## 通学区域と進学先中学校
出典

### 通学区域
- 柳井川
- 西谷
- 中津

### 進学先中学校
- 久万高原町立美川中学校

## 学校周辺
- 久万高原町立柳谷幼稚園 - 同一敷地内[8]で、なおかつ進級前幼稚園。
- 国道440号
- 高野本川

## アクセス
- 久万高原町役場柳谷支所から、車で、約4.5km・約9分（国道440号経由）。
- なお、学校周辺には公共交通機関が通っておらず、久万高原町コミュニティバス岩川線で、「面三ダム」停留所から、最短ルートを通っても約4km・約1時間ほどかかる。